# KSS Klaipėda
KSS Klaipėda (Krašto sporto sąjunga) var en litauisk idrottklubb i Klaipėda.

## Historia
Klubben grundades år 1926 under namnet Krašto sporto sąjunga, då med verksamhet endast i fotboll. 

## Meriter
- Klubben var litauiska mästare: 1928, 1929, 1930, 1931, 1937, 1938[1]